# Wahlen zum Senat der Vereinigten Staaten 1858 und 1859
Die Wahlen zum Senat der Vereinigten Staaten 1858 und 1859 zum 36. Kongress der Vereinigten Staaten fanden zu verschiedenen Zeitpunkten statt. Es waren die Halbzeitwahlen (engl. midterm election) in der Mitte von James Buchanans Amtszeit. Vor der Verabschiedung des 17. Zusatzartikels wurden die Senatoren nicht direkt gewählt, sondern von den Parlamenten der Bundesstaaten bestimmt.
Zur Wahl standen die 22 Sitze der Senatoren der Klasse II, die 1852 und 1853 für eine Amtszeit von sechs Jahren gewählt worden oder später nachgerückt waren. Von diesen gehörten 17 der Demokratischen Partei an, drei den Republikanern, zwei der American Party, besser bekannt als Know-Nothing Party. Sieben Demokraten und die drei Republikaner wurden wiedergewählt, der beiden Sitze der Know Nothings fielen an die Demokraten. Vier Sitze konnten die Demokraten halten, fünf bisher demokratische Sitze konnten die Republikaner erobern. Ein bisher von den Demokraten gehaltener Sitz in Oregon blieb bis 1860 unbesetzt.
Vor der Wahl hatten die Demokraten durch die vier neuen Senatssitze in Minnesota und Oregon mit 42 der 66 Sitze eine solide Mehrheit im Senat, 20 Sitze hielten die Republikaner, vier die Know Nothings. Nach der Wahl hatten die Demokraten 38 Sitze, die Republikaner 25 und die Know Nothings zwei, ein Sitz war vakant.
Zu Veränderungen nach der Wahl siehe auch Liste der Mitglieder des Senats im 36. Kongress der Vereinigten Staaten.

## Ergebnisse

### Wahlen während des 35. Kongresses
Die Gewinner dieser Wahlen wurden vor dem 4. März 1859 in den Senat aufgenommen, also während des 35. Kongresses.
| Staat          | Amtierender Senator         | Partei      | Nachwahl   | Datum         | Ergebnis                | Neuer Senator      |
| -------------- | --------------------------- | ----------- | ---------- | ------------- | ----------------------- | ------------------ |
| Minnesota      | neuer Staat                 | neuer Staat | Klasse I   | 11. Mai 1858  | Zugewinn Demokraten     | Henry M. Rice      |
| Minnesota      | neuer Staat                 | neuer Staat | Klasse II  | 11. Mai 1858  | Zugewinn Demokraten     | James Shields      |
| North Carolina | Thomas L. Clingman, ernannt | Demokrat    | Klasse III | 23. Nov. 1858 | bestätigt               | Thomas L. Clingman |
| Oregon         | neuer Staat                 | neuer Staat | Klasse II  | 14. Feb. 1859 | Zugewinn Demokraten     | Delazon Smith      |
| Oregon         | neuer Staat                 | neuer Staat | Klasse III | 14. Feb. 1859 | Zugewinn Demokraten     | Joseph Lane        |
| South Carolina | Arthur P. Hayne, ernannt    | Demokrat    | Klasse III | 3. Dez. 1858  | von Demokraten gehalten | James Chesnut      |

- ernannt: Senator wurde vom Gouverneur als Ersatz für einen ausgeschiedenen Senator ernannt, Nachwahl nötig.
- bestätigt: ein als Ersatz für einen ausgeschiedenen Senator ernannter Amtsinhaber wurde bestätigt.

### Wahlen zum 36. Kongress
Die Gewinner dieser Wahlen wurden am 4. März 1859 in den Senat aufgenommen, also bei Zusammentritt des 36. Kongresses. Alle Sitze dieser Senatoren gehören zur Klasse II.
| Staat          | Amtierender Senator  | Partei       | Datum          | Ergebnis                | Neuer Senator          |
| -------------- | -------------------- | ------------ | -------------- | ----------------------- | ---------------------- |
| Alabama        | Clement C. Clay      | Demokrat     | 1858           | wiedergewählt           | Clement C. Clay        |
| Arkansas       | William K. Sebastian | Demokrat     | 1859           | wiedergewählt           | William K. Sebastian   |
| Delaware       | Martin W. Bates      | Demokrat     | 1858           | von Demokraten gehalten | Willard Saulsbury      |
| Georgia        | Robert A. Toombs     | Demokrat     | 1858           | wiedergewählt           | Robert A. Toombs       |
| Illinois       | Stephen A. Douglas   | Demokrat     | 5. Jan. 1859   | wiedergewählt           | Stephen A. Douglas     |
| Iowa           | George W. Jones      | Demokrat     | 26. Jan. 1858  | Zugewinn Republikaner   | James W. Grimes        |
| Kentucky       | John B. Thompson     | Know Nothing | Jan. 1858      | Zugewinn Demokraten     | Lazarus W. Powell      |
| Louisiana      | Judah P. Benjamin    | Demokrat     | 1859           | wiedergewählt           | Judah P. Benjamin      |
| Maine          | William P. Fessenden | Republikaner | 1859           | wiedergewählt           | William P. Fessenden   |
| Massachusetts  | Henry Wilson         | Republikaner | 1859           | wiedergewählt           | Henry Wilson           |
| Michigan       | Charles E. Stuart    | Demokrat     | 1858           | Zugewinn Republikaner   | Kinsley S. Bingham     |
| Minnesota      | James Shields        | Demokrat     | 1858 oder 1859 | Zugewinn Republikaner   | Morton S. Wilkinson    |
| Mississippi    | Albert G. Brown      | Demokrat     | 1859           | wiedergewählt           | Albert G. Brown        |
| New Hampshire  | John P. Hale         | Republikaner | 1859           | wiedergewählt           | John P. Hale           |
| New Jersey     | William Wright       | Demokrat     | 1858           | Zugewinn Republikaner   | John C. Ten Eyck       |
| North Carolina | David S. Reid        | Demokrat     | 1858 oder 1859 | von Demokraten gehalten | Thomas Bragg           |
| Oregon         | Delazon Smith        | Demokrat     | 1858 oder 1859 | Verlust Demokraten      | vakant                 |
| Rhode Island   | Philip Allen         | Demokrat     | 1858           | Zugewinn Republikaner   | Henry B. Anthony       |
| South Carolina | James Chesnut        | Demokrat     | 3. Dez. 1858   | wiedergewählt           | James Chesnut          |
| Tennessee      | John Bell            | Know Nothing | 1858           | Zugewinn Demokraten     | Alfred O. P. Nicholson |
| Texas          | Sam Houston          | Demokrat     | 1859           | von Demokraten gehalten | John Hemphill          |
| Virginia       | Robert M. T. Hunter  | Demokrat     | 1858           | wiedergewählt           | Robert M. T. Hunter    |

- wiedergewählt: ein gewählter Amtsinhaber wurde wiedergewählt.

### Wahlen während des 36. Kongresses
Die Gewinner dieser Wahlen wurden nach dem 4. März 1859 in den Senat aufgenommen, also während des 36. Kongresses bzw. des 37. Kongresses.
| Staat    | Amtierender Senator    | Partei       | Nachwahl   | Datum         | Ergebnis                | Neuer Senator        |
| -------- | ---------------------- | ------------ | ---------- | ------------- | ----------------------- | -------------------- |
| Kentucky | John J. Crittenden     | Know Nothing | Klasse III | 12. Dez. 1859 | Zugewinn Demokraten     | John C. Breckinridge |
| Texas    | Matthias Ward, ernannt | Demokrat     | Klasse I   | 5. Dez. 1859  | von Demokraten gehalten | Louis Wigfall        |

- ernannt: Senator wurde vom Gouverneur als Ersatz für einen ausgeschiedenen Senator ernannt, Nachwahl nötig.

## Einzelstaaten
In allen Staaten wurden die Senatoren durch die Parlamente gewählt, wie durch die Verfassung der Vereinigten Staaten vor der Verabschiedung des 17. Zusatzartikels vorgesehen. Das Wahlverfahren bestimmten die Staaten selbst, es war daher von Staat zu Staat unterschiedlich. Teilweise ergibt sich aus den Quellen nur, wer gewählt wurde, aber nicht wie.
Das Second Party System der Parteien in den Vereinigten Staaten endete mit dem Zerfall der United States Whig Party. Neben der Demokratischen Partei gab es mehrere rivalisierende Parteien, die sich zeitweise als „Opposition“ im Kongress zusammenschlossen. Schließlich wurden die abolitionistische Free Soil Party sowie die besser als Know-Nothing Party bekannte Native American Party von der 1854 gegründeten Republikanischen Partei aufgesogen, womit das Third Party System Gestalt annahm.